# Тройное угнетение
Тройно́е угнете́ние (англ. triple oppression) — интерсекциональная теория, утверждающая о наличии связи между тремя типами угнетения — сексизмом, расизмом и классизмом.
Данная концепция угнетения афро-американских женщин была разработана афро-американскими коммунистами и популяризирована в середине XX века феминисткой Клаудией Джонс. По её мнению, тройное угнетение афро-американских женщин по признаку пола, расы и класса предшествует всем другим формам угнетения, а их освобождение приведёт к освобождению всех людей, страдающих от этих видов дискриминации.